# NGC 3803
NGC 3803 (również PGC 36204) – galaktyka eliptyczna (E), znajdująca się w gwiazdozbiorze Lwa. Odkrył ją 27 marca 1856 roku R.J. Mitchell – asystent Williama Parsonsa.